# Åkertjärnen (Töcksmarks socken, Värmland)
Åkertjärnen är en sjö i Årjängs kommun i Värmland och ingår i Göta älvs huvudavrinningsområde.